# Kraliçe
Kraliçe - Regina è una serie tv drammatica turca diretta da Cevdet Mercan e Serhan Şahin. La serie è basata sulla serie "Queen Sugar" creata da Ava DuVernay, con Oprah Winfrey come produttore esecutivo di The Oprah Winfrey Show.  Kraliçe è la storia di una famiglia le cui vite vengono sconvolte in un solo giorno. Quando il nome di Ateş, uno dei giocatori di basket più famosi del paese, viene coinvolto in un grosso scandalo la sua vita e quella di sua moglie Deniz viene sconvolta. Mentre Ateş e Deniz non si sono ancora ripresi dall'impatto di questo incidente, Deniz perde improvvisamente il padre ed è costretta a riunirsi con la sorella Zeynep e il fratello Ali nella fattoria di proprietà della famiglia. Il primo episodio è andato in onda il 22 marzo 2023 sul Kanal D. I ruoli principali sono condivisi da Burcu Özberk, Gökhan Alkan, Selin Şekerci e Özgün Karaman. La serie si concluderà con il suo 11º episodio, che andrà in onda il 7 giugno 2023.

## Personaggi
- Burcu Özberk - Deniz Gencer Akca
- Gökhan Alkan - Ates Akca
- Selin Şekerci - Zeynep Gencer
- Ozgun Karaman - Ali Gencer
- Ayşe Akın - Narin
- Serhat Paril - Mahir
- Afra Karagoz - Doygu
- Enes Koçak - Murat
- Ecenaz Üçer - Hande
- Ege Semih Erken - Efekan
- Melis Ozcimen - Şahsene
- Mert Tezisci - Samet
- Caner Nalbantoglu - Burak
- Merve Honca - Simay
- Ferhat Yilmaz - Presidente del club
- Gulsehri Mina Kekec - Rüya Akça
- Hope Spa - Aslan Gencer
- Cihat Tamer - Galip Gencer
- Ozgur Cem Tugluk - Engin
- Selin Işık - İpek
- Bulent Duzgunoglu - Ziya
- Sümeyra Koç - Gaye